# Cambio de piel (álbum de Alejandra Guzmán)
Cambio de piel es el séptimo álbum de Alejandra Guzmán publicado en septiembre de 1996. Los sencillos lanzados fueron Toda la Mitad, Ven, Guerra Fría y Recordarás. En este disco Alejandra también presentó su habilidad de composición en Larga Distancia de Ansiedad, dedicada a su hija. El disco tuvo muy buena aceptación en los Estados Unidos y esto motivó a la cantante a salir de gira por varias ciudades de dicho país, llegándose a presentar en el House of Blues de Los Ángeles y Chicago. También tuvo la oportunidad de cantar en Cuba. Álbum certificado como disco de oro.

## Lista de canciones
| Cambio de piel |                               |                |          |  |
| N.º            | Título                        | Escritor(es)   | Duración |  |
| 1.             | «Guerra fría»                 | Sánchez, Valle | 3:34     |  |
| 2.             | «Ven»                         | Sánchez, Valle | 4:10     |  |
| 3.             | «Toda la mitad»               | Sánchez, Valle | 3:46     |  |
| 4.             | «Como las nueces»             | Sánchez, Valle | 4:44     |  |
| 5.             | «Larga distancia de ansiedad» | A. Guzmán      | 5:13     |  |
| 6.             | «Quema despacio»              | Sánchez, Valle | 4:37     |  |
| 7.             | «Cuenta conmigo»              | Sánchez, Valle | 3:25     |  |
| 8.             | «Tocarte»                     | Sánchez, Valle | 4:18     |  |
| 9.             | «Recordarás»                  | Sánchez, Valle | 4:06     |  |
| 10.            | «Buscando tu amor»            | Sánchez, Valle | 4:37     |  |

## Sencillos
- «Toda la mitad»
- «Ven»
- «Guerra fría»
- «Recordarás»